# 奧地利內戰
奧地利內戰（德語：Österreichischer Bürgerkrieg），又稱二月起义（德語：Februarkämpfe）、奥地利工人起义（德語：Der Aufstand der österreichischen Arbeiter），發生於1934年2月12日至16日，是為社會主義者發動的暴動以打擊保守派勢力，主要“戰場”位於奧地利林茨和維也納。
第一次世界大戰尾聲奧匈帝國解體後奧地利變為共和國，主要黨派有保守派政党基督教社會黨和社会主义政党奧地利社會民主工人黨。
基督教社會黨由於得到天主教的支持和宣傳，地位和聲望都很高，容易得到農民和大多數富人的支持，而奧地利社會民主工人黨則一直都只有工人支持。同時雙方都有自己的軍事組織，偶然會爆發小型衝突，次數不多，影響亦不大。但1927年7月15日雙方爆發了一次大型衝突，當時一群示威者聚集在首都，破壞警察局，警方於是開火驅逐示威者，造成89人死亡（85人為示威者），期間一群暴徒火燒司法殿（Palace of Justice），使兩黨的關係進一步惡化。
1933年3月4日，基督教社會黨宣佈解散國會，引起社會民主黨的恐慌，深怕自己的實力會被削弱；同時，因為經濟大蕭條和解散國會的作為，基督教社會黨已經失去了部分民眾的支持，所以他們亦擔心社會民主黨會趁機爭取支持，遂開始搜捕社會民主黨黨員。
次年2月12日，當一群基督教社會黨黨軍在林茨市搜捕社會民主黨黨員時，雙方爆發多宗小型衝突，很快戰事波及其他城市，包括維也納、施泰爾、沃格爾、聖帕爾滕、穆爾河畔布魯克、卡普芬貝格和韋茨。
後來軍隊介入，數日內逼使社會民主党人投降，內戰結束。
估計在奧地利內戰中有數百人死亡，近千人受傷，而其餘的社會民主党人都紛紛逃離國家；而基督教社會黨繼續掌權，打擊曾經與社會民主黨合作的組織如工會。